# Aliénation sociale
Pour les articles homonymes, voir Aliénation.
Ne doit pas être confondu avec Aliénation mentale.

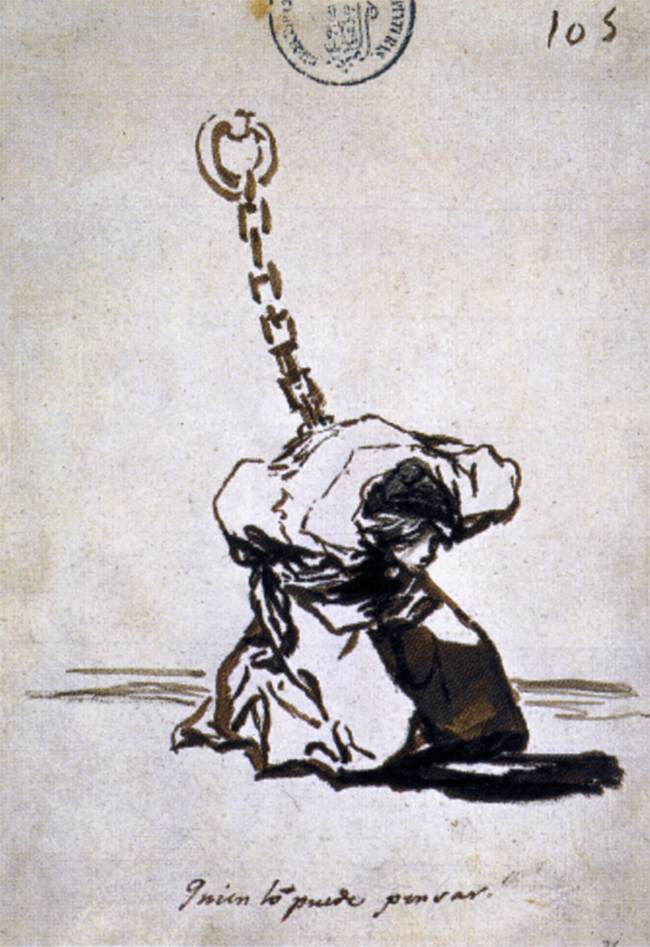
Dessin de Francisco de Goya.

Le terme aliénation (du latin : alienus, qui signifie « autre », « étranger ») est à l'origine un terme juridique, se rapportant à un transfert de propriété. La notion d'aliénation est généralement comprise, en philosophie, comme la dépossession de l'individu, c'est-à-dire la perte de sa maîtrise, de ses forces propres au profit d'un autre (parent, individu, groupe ou société en général). Il renvoie ainsi fréquemment à l'idée d'une inauthenticité de l'existence vécue par l'individu aliéné.
Le terme d'aliénation est particulièrement polysémique, tant et si bien qu'il est régulièrement considéré comme un concept trop englobant. Il est en effet couramment utilisé à propos de divers sujets, que ce soit pour dénoncer l'aliénation ou le caractère aliénant du système capitaliste de manière générale, ou pour critiquer certains phénomènes ou institutions sociales particuliers, telles le travail, la religion, l'école, l'argent ou la consommation… Il sert aussi souvent à désigner un état de privation de ses facultés propres ou de ses droits, une dépossession de ses capacités ou une contrainte imposée empêchant le déploiement de son potentiel, ou encore à signaler qu'une personne n'est plus elle-même, devient étrangère à elle-même, ne pense pas par elle-même, est assujettie sans en avoir conscience, etc.
Concept permettant une critique globalisante des formes et organisations sociales, à la manière des notions de domination ou d'exploitation, l'idée d'aliénation a connu un large succès dans les années 1960 et 1970, pour ensuite voir son usage s'estomper sinon disparaître, selon certains en raison même de sa perte de signification précise, avant d'être l'objet de tentatives de réhabilitation. Le terme d’aliénation est cependant de plus en plus mobilisé dans le contexte de la numérisation de la société, pour désigner les formes contemporaines de dépossession, de perte de contrôle ou de désengagement social liées aux usages des technologies numériques.

## Chez Hegel
Hegel est le premier philosophe de l'histoire à avoir élever l'aliénation au rang de concept philosophique, et à lui donner une importance cardinale au sein de son système philosophique.
Le phénomène de l'aliénation (Entfremdung) émerge, chez Hegel, à un moment particulier du processus dialectique permettant le développement de l'Esprit. Ce moment particulier est celui constitué par la Culture (die Bildung). Comme permet de le mettre en évidence la section B du chapitre 6 de la Phénoménologie de l'esprit, la figure de l'« Esprit aliéné ou étranger à lui-même » est intimement liée au processus de la Culture compris comme processus de formation et d'élévation de Soi.
Afin de pouvoir prendre conscience de lui-même comme d'un sujet essentiellement libre, l'Esprit est amené à nier tout ce qu'il y a de particulier, de naturel et de contingent en lui. Une telle négation de son Être immédiat, de son être naturel et particulier n'est cependant pas sans soulever certaines difficultés, car si elle permet à l'Esprit de s'ouvrir à l'universel et, par là, de déterminer son essence propre, son Soi véritable (libre, spirituel, pensée), une telle négation le conduit aussi, et dans le même temps, à ne plus pouvoir se reconnaitre ou se sentir comme chez lui dans le monde de l'Effectivité, c'est-à-dire dans le monde naturel.
Il y a donc aliénation chez Hegel lorsqu'il y a non-identité de l’Être et du Soi ou, pour le dire autrement, lorsque l'Esprit se retrouve, en quelque sorte, coincé entre deux mondes distincts que sont, d'un côté, le monde de la pure conscience de Soi (monde de l'idéalité) et, de l'autre, celui de l'Effectivité (monde de la naturalité). Afin de surmonter un état de négativité, une telle contradiction, l'Esprit se doit, nous dit Hegel, de procéder à une « négation de la négation », c'est-à-dire à une négation de la non-identité de l'Être et du Soi. Car c'est seulement en procédant de la sorte que l'Esprit peut espérer supprimer le négatif en lui et s'affirmer positivement, c'est-à-dire en tant qu'Esprit libre non pas abstraitement mais concrètement. Il y a, en effet, liberté lorsque l'Esprit est chez lui dans le monde de l'Effectivité, c'est-à-dire quand l’Être ne se pose pas comme l'autre du Soi mais se pose, au contraire, comme son équivalent, son corrélat.
Si donc l'aliénation se laisse définir, chez Hegel, comme non-identité, extériorité de l'Être et du Soi et comme un moment important et nécessaire du processus de déploiement de l'Esprit, elle ne saurait cependant constituer un moment suffisant : l'aliénation demande à son tour à être dépassée (Aufheben). On comprend dès lors mieux pourquoi la liberté, comprise comme Être-chez-Soi (Sein bei sich), se pose alors comme l'absolu, la destination ultime (Bestimmung) à laquelle se doit d'accéder l'Esprit.
Ce sont dès lors les sphères de la politique et du droit au sens large, compris comme "seconde nature", qui font leur apparition en fournissant le cadre permettant une effectuation de la liberté, le droit comme ensemble des sphères où la liberté humaine peut effectivement s'incarner par le biais d'institutions concrètes comme la famille, la société civile et l'Etat. Hegel développera notamment ce point dans ses Principes de la philosophie du droit.

## Chez Feuerbach
Selon Feuerbach, l'aliénation est à rapporter au phénomène religieux. Il développe, dans L'Essence du christianisme, l'idée que l'homme projette en Dieu les qualités propres à l’espèce humaine en tant que genre, tout en les sublimant. Ces qualités, qui sont pour Feuerbach l'amour, la raison et la volonté, et qui ont un caractère nécessairement fini pour l'individu (ce qui n'est pas le cas pour l'homme en tant qu'espèce, « l'homme générique »), sont transférées dans l'idée de Dieu qui les réalise dans leur dimension infinie. C'est en ce sens qu'il affirme que l'homme a créé Dieu à son image, et non l'inverse. Ainsi, l'homme s'aliène dans l'idée de Dieu, conférant au transcendant ce qui appartient à l'immanent, dépossédant ainsi l'homme d'une véritable conscience de l'essence de son être, abandonnant sa raison et sa volonté à celles de Dieu.

« le progrès historique des religions consiste en ceci : ce qui dans la religion plus ancienne valait comme objectif, est reconnu comme subjectif, c'est-à-dire, ce qui était contemplé et adoré comme Dieu, est à présent reconnu comme humain […]. Ce que l'homme affirme de Dieu, il l'affirme en vérité de lui-même. »

— Feuerbach, L'Essence du christianisme

## Dans les courants marxiens

### Chez Marx
L'aliénation du travail est une thématique importante de l'oeuvre de Karl Marx. Elle apparaît notamment dans ses ouvrages de jeunesse, lorsque le jeune Marx écrit en reprenant des concepts hérités du cadre théorique de ses maitres intellectuels, G. W. F. Hegel et L. Feuerbach. Si Hegel pensait l'aliénation en lien avec le phénomène de la culture moderne (l'Esprit aliéné), et si Feuerbach pensait l'aliénation au travers d'une critique du phénomène religieux, Marx reprend à son compte le concept d'aliénation mais pour l'appliquer à un nouvel objet : pour essayer de penser cette fois-ci la question du travail. 
De même que, dans la religion, l'activité propre de l'imagination humaine, du cerveau humain et du coeur humain, agit sur l'individu indépendamment de lui, c'est-à-dire comme une activité étrangère, divine ou diabolique, de même l'activité de l'ouvrier n'est pas son activité propre. Elle appartient à un autre, elle est la perte de soi-même.

Karl Marx, Manuscrits de 1844. 
Comme c'était déjà le cas chez Hegel et, plus explicitement encore, chez Feuerbach, le concept d'aliénation prend chez Marx la figure d'un concept critique, c'est-à-dire d'un concept permettant tout à la fois d'expliquer certains phénomènes sociaux (comme par exemple la misère et la souffrance au travail) et de proposer une évaluation de l'ordre social existant (critique du capitalisme). Plus précisément, il s'agit pour Marx de penser le travail sous sa forme moderne, c'est-à-dire tel qu'il apparaît au tournant de la révolution industrielle avec l'avénement du capitalisme (le travail aliéné et aliénant de l'ouvrier en usine). Il est par ailleurs à noter que chez le Marx de la maturité, celui du Capital, la thématique de l'aliénation disparaitra complètement au profit de celle, plus "scientifique", de l'exploitation.
Dans les Manuscrits de 1844, Marx décrit un monde capitaliste dans lequel le travailleur, dépourvu de toute autre source de revenu (pas de revenu foncier, pas de revenu du capital), est contraint de vendre sa force de travail afin de pouvoir subvenir à ses besoins ainsi qu'à ceux de sa famille. Les seuls revenus que le travailleur moderne peut escompter avoir sont ceux de son travail.
Cette aliénation au travail peut se comprendre au moins en trois sens distincts :  
(a) le travailleur est aliéné car il est étranger aux produits de son travail : les marchandises (objets ou services) que le travailleur produit ne lui appartiennent pas mais appartiennent à un autre que lui, à son employeur.
(b) le travailleur est aliéné car il est étranger à son activité de travail elle-même : le travailleur n'est pas maitre de sa propre activité de travail au sens où elle est définie, organisée et déterminée par un autre que lui (cet autre peut prendre diverses figures selon les contextes : l'ingénieur, le cadre, le manager).
(c) le travailleur est aliéné car il devient étranger à lui-même : durant toute la durée où il vend la  seule "marchandise" qu'il possède en propre, à savoir sa force de travail, le travailleur ne s'appartient plus vraiment lui-même mais appartient à un autre que lui au service duquel il met ses compétences physiques et intellectuelles à profit. Ce point est important car c'est ce qui permet historiquement de distinguer la figure de l'ouvrier de celle de l'esclave : si l'esclave est propriété absolue de son maitre, l'ouvrier n'est la propriété de son employeur que pour une durée du temps relative et déterminée.

Marx insiste ainsi sur le fait qu'en régime capitaliste, le travail, au lieu de permettre l'affirmation, la réalisation et l'épanouissement du travailleur, est pour lui au contraire source de souffrances, et c'est pourquoi il est tout à la fois travail aliéné et travail aliénant. Le sens, la finalité de son travail échappe complètement au travailleur : ce n'est plus sa motivation propre qui le fait agir, mais les contraintes du système qui le forcent à « se vendre ». En ce sens, le travail humain étant assimilable à celui de la machine, le risque est grand pour que le gestionnaire de la production considère l'homme comme un rouage parmi d'autres, comme une pièce interchangeable. En conséquence, il s'instaure un climat aliénant lorsqu'une activité humaine est dépossédée de sa finalité immédiate ; l'individu agit sous les impératifs de lois (économiques) qui lui échappent, les lois d'un système (économique) qui le dépasse :  

« Une conséquence immédiate du fait que l'homme est rendu étranger au produit de son travail […] : l'homme est rendu étranger à l'homme. »

— Karl Marx
Par la suite, en l'appliquant à diverses situations structurelles de dépossession et non exclusivement aux rapports de travail, la tradition sociologique européenne a toujours considéré l'aliénation comme une situation objective de l'acteur. Aux États-Unis, le concept a plutôt été accaparé par la psychologie sociale, pour désigner un sentiment de dépossession plutôt que l'état objectif lui-même.
En philosophie contemporaine, certains philosophes marxistes ou néo-marxistes ont essayé de ré-actualiser une telle catégorie de pensée afin de proposer une critique de notre modernité capitaliste. C'est notamment le cas en France de Stéphane Haber et de Franck Fischbach, et de Harmut Rosa et de Rahel Jaeggi en Allemagne. D'autres philosophes marxistes contemporains, comme Emmanuel Renault, ont quant à eux plutôt préféré ré-investir le concept d'exploitation, en lui donnant une plus large extension que dans le marxisme traditionnel (l'exploitation non pas seulement du point de vue des rapports sociaux de classe mais aussi du point de vue des rapports sociaux de sexe et de race).

### Chez Ellul
Il est actuellement généralement admis[Par qui ?] qu'avec l'idéologie de la croissance[source insuffisante], l'économie détermine complètement la politique. Or, cela, Jacques Ellul l'a observé et analysé dès les années 1950 et 1960, notamment en 1965 dans son livre L'illusion politique. Mais alors que la plupart des commentateurs et militants contemporains expliquent ce lien de dépendance par une quête immodérée de profits, l'analyse d'Ellul est toute différente. Selon lui, rien ne peut démontrer que l'appât du gain est aujourd'hui plus important que par le passé, il ne peut donc suffire à expliquer seul les soubresauts du capitalisme. En revanche, si des accumulations de capitaux ont atteint des seuils considérables, c'est qu'elles sont devenues possibles grâce au développement exponentiel des techniques de circulation de l'argent, c'est-à-dire - à l'époque - les avancées de la robotique et l'informatique (Internet n'existait pas au temps d'Ellul).
De fait, ce qu'on appelle aujourd'hui les marchés financiers ne sont rien d'autre que d'immenses réseaux informatiques. Or si la quasi-totalité des analystes sont prêts à admettre que l'économie conditionne la politique tout en récusant la thèse ellulienne selon laquelle la technique détermine l'économie, c'est qu'ils s'imaginent que la technique est neutre. Bernard Charbonneau, un penseur proche d'Ellul, affirme pour sa part que cette neutralité de la technique n'est en fait rien d'autre que la neutralité (l'absence de critique) de l'homme à l'égard de la technique.

« Ce n'est pas la technique qui nous asservit mais le sacré transféré à la technique. »

— Jacques Ellul, Les Nouveaux Possédés, 1973, 2e édition, Mille et une nuits, 2003, p. 316
Ellul explique cette quasi-absence d'esprit critique par le fait que celle-ci est en fait désormais sacralisée : elle est discutable sur le plan de ses conséquences, certes, mais en aucune manière au niveau de sa raison d'être. « On n'arrête pas le progrès » signifie que « si, techniquement, on peut faire une chose, on la fera de toute façon tôt ou tard, sans qu'aucune considération éthique ne s'y oppose ». L'énergie atomique et les OGM, par exemple, sont apparus sans qu'on ne se soit jamais vraiment interrogé sur les risques qu'ils soulevaient. Les comités d'éthique n'interviennent que lorsqu'un processus est lancé et qu'on ne peut l'arrêter. Autrement dit quand il est trop tard.
Ellul affirme que la technique, au XXe siècle, dépasse bien largement le cadre strict du machinisme. Imperceptiblement (c'est-à-dire depuis notre inconscient), elle a changé de statut : elle a cessé d'être ce qu'elle était depuis toujours, « un vaste ensemble de moyens assignés chacun à une fin », pour se muer en « milieu environnant à part entière ». Elle est donc désormais un phénomène autonome, échappant de plus en plus au contrôle de l'homme et faisant peser sur lui un grand nombre de déterminations.
Ellul explique ainsi ce processus : l'homme ne pouvant s'empêcher de sacraliser son environnement, ce n'est plus la nature qu'il sacralise mais ce par quoi il a désacralisé, profané et même pollué celle-ci : la technique. Or les conséquences de ce « transfert de sacré » ne sont pas seulement environnementales. Elles sont aussi et surtout psychologiques : l'homme va en effet développer à l'égard de la technique un comportement addictif. Et cela d'autant plus que, se considérant lui-même comme « adulte » par rapport au passé, il refuse d'admettre qu'il sacralise quoi que ce soit,.
Contrairement à un préjugé qui veut que la technique s'apparente au machinisme, Ellul affirme qu'elle a très largement dépassé ce registre et qu'on peut l'assimiler avec l'esprit de rationalité qui caractérise l'ensemble de la pensée occidentale depuis les Lumières. Et surtout l'obsession d'efficacité qui en est le prolongement. « Le phénomène technique est la préoccupation de l'immense majorité des hommes de rechercher en toutes choses la méthode absolument la plus efficace ». Ainsi, par exemple, l'appareil d’État tout entier constitue le mode de fonctionnement privilégié de la technique : « toute la loi de cet appareil, c'est l'efficacité. Il est vraiment en relation avec le monde et l'idéologie de la technique par cet impératif. La bureaucratie n'a rien à faire ni à voir avec les valeurs. (…) Elle est là pour fonctionner et faire fonctionner un ensemble politico-économico-social. (…) Elle ne peut considérer les individus. Elle obéit à la seule règle d'efficacité. (…) Et si un but est fixé par le politique, il se dilue dans l'appareil (bureaucratique) et n'a bientôt plus de sens ».
Dès 1954, Ellul affirme : « Il est vain de déblatérer contre le capitalisme : ce n’est pas lui qui crée ce monde, c’est la machine ». Et il précise en 1980 : « Le capitalisme est une réalité déjà historiquement dépassée. Il peut bien durer un siècle encore, cela n'a pas d'intérêt historique. Ce qui est nouveau, significatif et déterminant, c'est la technique ». L'homme est aliéné par la technique car il s'obstine à la croire neutre alors qu'il la sacralise. Or cette sacralisation s'opère au sacrifice de son esprit critique, le conduisant de plus en plus à adopter des comportements conformistes. Pour Ellul, si l'homme s'obstine encore dans son aveuglement, « le conformisme est parti pour devenir le totalitarisme de demain ».

## L'aliénation sociale et numérique

### Origines conceptuelles de l'aliénation sociale et numérique
L'aliénation, en tant que concept philosophique et sociologique, comme développé ci-dessus, puise ses origines dans la pensée de Karl Marx. L'aliénation découle donc de la perte de contrôle du travailleur sur son activité et sur le produit de son travail. Cette approche est prolongée par Georg Lukács à travers le concept de réification, où les rapports sociaux se cristallisent en objets. Axel Honneth actualise cette perspective en l'appliquant aux réseaux sociaux numériques, en montrant comment les relations interpersonnelles deviennent objectivées dans des flux de données.

#### Theodor Adorno
Parmi les autres penseurs fondateurs, Theodor Adorno critique la rationalité instrumentale, soulignant que les individus sont façonnés par des systèmes techniques qui réduisent leur autonomie. Selon lui, la logique d'efficacité et de domination technique tend à soumettre la pensée humaine à une rationalité utilitaire, conduisant à la déshumanisation .

#### Georg Simmel
Georg Simmel, quant à lui, met en lumière le détachement affectif produit par la modernité. Il observe que la vie urbaine, marquée par une surstimulation sensorielle et une intensification des contacts anonymes, pousse l’individu à développer une attitude blasée. Cette protection psychique contre la surcharge d’informations favorise un désengagement émotionnel et relationnel, comparable aux formes d’interaction distantes observées dans les environnements numériques.

#### Ferdinand Tönnies
Enfin Ferdinand Tönnies distingue deux types de liens sociaux : les liens affectifs, stables et communautaires ("Gemeinschaft"), et les liens rationnels, fonctionnels, propres à la société moderne ("Gesellschaft"). Le développement des technologies numériques renforce ce passage d’un monde communautaire à un monde sociétal, en favorisant les relations utilitaires, instantanées, souvent fragiles, au détriment des solidarités affectives traditionnelles.

### Exemples d’aliénation sociale via numérique
De nombreuses études et concepts sociologiques abordent l'aliénation via le numérique et les effets de différents événements. Des études ont mis en évidence que les individus peu connectés numériquement sont plus vulnérables à la solitude. Dans le même registre, une corrélation a été établie par Cheng Deng entre isolement numérique et déclin cognitif. Ces phénomènes prolongent les diagnostics sociologiques classiques sur la perte de liens sociaux solides dans les sociétés modernes, comme l’avaient anticipé Tönnies et Simmel.

#### Aliénation cognitive et lien social affaibli
Les travaux de Gloria Mark montrent une réduction significative de la durée d’attention moyenne, due aux interruptions numériques constantes. Ce phénomène ne se limite pas à une transformation cognitive individuelle : il affecte aussi les interactions sociales. La perte d’attention fragilise les échanges, limite l’écoute mutuelle et appauvrit la qualité des relations sociales. Ce type d’aliénation cognitive contribue ainsi à une fragmentation du lien social, en compromettant les conditions de l’attention partagée et de la communication authentique.

#### Aliénation culturelle et normes sociales numériques
L’analyse de la culture des mèmes de Lucie Chateau montre comment les contenus numériques deviennent des instruments de reconnaissance sociale. L’individu est incité à produire en fonction des attentes algorithmiques et non de ses propres normes culturelles. Cette dynamique génère une forme d’aliénation sociale dans la mesure où les interactions culturelles deviennent normées, conditionnées par la viralité et la visibilité. Les identités sociales sont alors façonnées par des modèles imposés, réduisant la diversité expressive et marginalisant les formes alternatives de sociabilité.

#### Aliénation politique et exclusion démocratique
Christian Fuchs montre que le capitalisme numérique transforme les utilisateurs en producteurs involontaires de données, soumis à la logique de la surveillance algorithmique. Ce phénomène entraîne une perte de contrôle sur les conditions d’expression et de participation. L’aliénation politique devient sociale lorsque les inégalités d’accès à la visibilité et au débat public renforcent l’exclusion de certaines catégories de population des processus démocratiques. Ainsi, loin d’amplifier la citoyenneté, l’espace numérique peut renforcer les hiérarchies symboliques et produire des formes d’invisibilisation sociale.

#### Aliénation économique et travail social invisible
La manière dont les plateformes numériques favorisent une prosommation généralisée : il s'agit d'un phénomène où la distinction traditionnelle entre producteur et consommateur s'efface : les individus produisent tout en consommant, souvent de manière invisible et non rémunérée. Le terme vient de la contraction de producteur et consommateur (en anglais : producer + consumer = prosumer). Cette exploitation symbolique rend leur contribution invisible dans l’espace économique. Cette déconnexion entre activité et reconnaissance sociale reflète une forme d’aliénation sociale : le travail, élément central de l’intégration moderne, devient invisible et dévalorisé.

## Médias

### Littérature
- L'écrivain Kazuo Ishiguro dépeint dans son roman Les Vestiges du jour l'aliénation à sa fonction d'un majordome consciencieux, et qui laisse sa vie professionnelle oblitérer son existence personnelle, sa fonction oblitérer son être. L'auteur a confirmé dans ses interviews que son désir était de dépeindre la mentalité du colonisé qui s'identifie plus volontiers à son colonisateur qu'il ne laisse s'exprimer sa nature propre, du moins pendant une phase. L'auteur s'est inspiré des rapports entre les populations japonaise et américaine dans son pays après guerre.
- L'uchronie de Philip K. Dick Le Maître du Haut Château décrit de son côté, à son début, une aliénation exactement inversée : des Américains nourrissant un complexe d'infériorité par rapport aux Japonais après une victoire imaginée des forces de l'Axe lors de la Seconde Guerre mondiale, assorti d'une tentative de s'identifier à leurs nouveaux maîtres.
- L'écrivain Milan Kundera l'illustre par le titre d'un chapitre de son livre L'Immortalité : l'aliénation consiste à être « l'allié de ses propres fossoyeurs ».
- Dans Alien-Nation, mécanique de parole pour la scène, Pierre Guéry jette un pont entre deux rives, la France et l'Algérie, pour dire poétiquement la corrélation entre l'aliénation culturelle et territoriale d'une société mal décolonisée et celle, schizophrénique, de l'individu.